# 雷杰洛
雷杰洛（義大利語：Reggello），是意大利佛罗伦斯省的一个市镇。总面积121平方公里，人口16089人，人口密度133.0人/平方公里（2009年）。ISTAT代码为048035。